# 茨维考地区县
茨维考地区县（Landkreis Zwickauer Land）是德国萨克森州西南部曾经的一个县，隶属于开姆尼茨行政区，首府韦尔道。2008年8月1日，茨维考地区县与开姆尼茨地区县和茨维考合并为茨维考县。

## 地理
茨维考地区县北面与图林根州的阿尔滕堡县，东北面与开姆尼茨地区县，东面与施托尔贝格县，南面与奥厄-施瓦岑贝格县，西南面与福格特兰县，西面与图林根州的格赖茨县相邻，茨维考市几乎完全被包围在茨维考地区县内。